# ドメニコ・マルティネッリ
ドメニコ・マルティネッリ（Domenico Martinelli、1650年11月30日 - 1718年9月11日）は、イタリア人建築家、都市計画家。
カルロ・フォンタナの弟子で、1678年ローマに赴き、サン・ルーカ・アカデミーで透視法の教授となる。1690年には、オーストリアへ行き、ウィーンでリヒテンシュタイン大公の宮殿（1698年、現・現代美術館）を設計する。その後、神聖ローマ皇帝・オーストリア大公レオポルト1世の命により、ワルシャワへ赴き、その後プラハへ、いくつかの公共建築設計と都市計画に従事する。1701年には、スターンベルグ宮殿を手がける。
北欧諸国でのバロック発展に貢献。晩年は、イタリアに戻り、個人住宅の設計活動にいそしむ。